# Ovi-Sokk (South Park)
Az Ovi-Sokk (Pre-School) a South Park című animációs sorozat 121. része (a 8. évad 10. epizódja). Elsőként 2004.  november 10-én sugározták az Amerikai Egyesült Államokban.
A történet szerint a főszereplő gyerekeknek szembe kell nézniük egy öt évvel ezelőtt, még óvodás korukban történt esemény kellemetlen következményeivel.
Az epizód során a főszereplő gyerekek óvodáskori hangját gyerekszínészek kölcsönözték, és humoros utalások történnek a Cape Fear – A rettegés foka című filmre, illetve a Star Trekre.

## Cselekmény
|  | Alább a cselekmény részletei következnek! |

Stan Marsh rémülten közli barátaival hogy Trent Boyettet – egy volt óvodai társukat – öt év után kiengedték a javítóintézetből. A fiúk visszaemlékezéséből kiderül, hogy annak idején megkérték Trentet, gyújtson nekik igazi tüzet az óvodában hogy ők tűzoltósat játszhassanak. Trent ezt meg is tette, de a fiúk nem tudták eloltani azt, amelynek eredményeképpen óvónőjük, Ms. Claridge súlyos égési sérüléseket szenvedett. Mikor a rendőrség kiérkezett a helyszínre, a gyerekek Trentet tették meg bűnbaknak és Butters Stotch – aki tudott Stan, Kyle Broflovski, Kenny McCormick és Eric Cartman bűnösségéről – nem szólt a rendőröknek Trent Boyett ártatlanságáról. Trent ígéretet tett arra, hogy amint kiengedik, megbosszulja a fiúk tettét.
Ms. Claridge olyan súlyosan megsérült a balesetben, hogy egy motorizált kerekes székkel tud csak közlekedni és beszéd helyett hangjelzésekkel kommunikál; egy sípolás „igen”-t jelent, kettő pedig „nem”-et (utalva Pike kapitányra a Star Trek „The Menagerie” című kétrészes epizódjából). Amikor a szerkezet akkumulátora lemerül és az úttest közepén leáll, a South Park-i lakosok azt hiszik, a tanárnő feladta a reményt és nem segítenek neki.
Rémületében Butters bezárkózik a szobájába, de szülei kizárják őt az udvarra, ahol Trent Boyett áldozatául esik. Cartmanék meglátogatják Butterst a kórházban és tudatosul bennük, hogy sürgősen védelmet kell találniuk. Mivel szüleiknek nem mernek szólni, ezért az általuk gyűlölt hatodikosokhoz fordulnak segítségért. Ők hajlandóak ezt megtenni, ha cserébe kapnak egy fényképet Stan anyjának, Sharonnak a melleiről. Mivel a gyerekek ezt nem tudják megtenni, más megoldást eszelnek ki; Cartman fenekére mellbimbókat rajzolnak, majd lefényképezik, és azt adják oda a hatodikosoknak. A terv beválik, ám Trent az összes idősebb gyerekkel is könnyedén elbánik. Ezután a fiuknak nincs más választásuk, be kell vallaniuk az igazságot Shelleynek, Stan nővérének és meg kell kérniük őt, hogy nyújtson védelmet számukra. Shelley ebbe beleegyezik, de csak akkor, ha Ms. Claridge-nek is meggyónják, hogy ők okozták annak idején a balesetet.
A fiúk elmennek a még mindig az úttesten tartózkodó Miss Claridge-hez és bevallják neki az igazat, ám ekkor hirtelen megjelenik Trent. Cartman az anyjától ellopott sokkolóval próbálja ártalmatlanná tenni ellenfelét, de lövése célt téveszt és Ms. Claridge-t találja el, akinek a kerekes széke feltöltődik, irányíthatatlanná válik és beleszáguld a közeli benzinkútba. Amikor a rendőrség kiérkezik, a fiúk ismét Trentet teszik meg felelősnek. A rendőrök kérdésére, hogy Trent akarta-e megölni, Miss Claridge két hangjelzést ad le, melyet azok ostoba módon „igen, igen”-nek értelmeznek. Ezt követően Cartmanék megnyugodhatnak, mert még öt évük van, mire Trentet újra kiengedik a javítóintézetből.

## Utalások
- A filmben említést tesznek az Osama bin Laden jól megkapja, a Karácsony Irakban, a Karácsony Kanadában és a Mecha Streisand című részekre.